# Lieveling
De lieveling (Timandra comae) is een dagactieve nachtvlinder uit de familie Geometridae, met een spanwijdte van 30-34 mm. De vlinder is in Nederland te zien van eind mei tot half september.
Er zijn twee soorten, Timandra comae en Timandra griseata, die met het blote oog niet van elkaar te onderscheiden zijn en überhaupt nauwelijks verschillen in uiterlijk. Timandra griseata komt voor in Noord- en Oost-Europa, terwijl Timandra comae voorkomt in West- en Zuid-Europa. In Nederland komt alleen de soort Timandra comae voor. De soorten zijn pas in 1994 van elkaar gesplitst, en deze splitsing wordt niet door alle deskundigen onderschreven. In Estland is een heel klein aantal hybriden gevonden.

## Beschrijving
De kleur van de vleugels kan variëren van crèmekleurig, geelachtig bruin tot lichtgrijs, waarbij in de breedte over de vleugels purperkleurige tot lichtbruin gekleurde lijnen lopen. Bij opengevouwen vleugels lopen deze lijnen zonder onderbreking door van de ene voorvleugel via de achtervleugels naar de ander voorvleugel. Op de voorvleugel zit een klein licht vlekje. De achtervleugel heeft in het midden een sterk uitspringende punt.
De waardplanten van de rups zijn planten uit de families zuring en duizendknoop. De vliegtijd is van april tot en met november. De vlinder komt in twee generaties per jaar voor. Soms komt hier nog een niet voltooide derde generatie bij. De eitjes van de eerste generatie worden eind mei tot in juni afgezet, die van de tweede generatie in augustus en september. Na 10 dagen komen de eitjes uit. De volwassen rups is 23 mm lang, roodbruin, grijs of bruin en heeft een paar korte witte lijnen op de zijkanten en een donker patroon op de rug.
De rupsen zijn grijsgrauw tot bruin met donkere vlekken. Achter de kop zijn de rupsen iets verdikt.

## Verspreiding
Men kan ze algemeen aantreffen in vochtige bossen, aan wateroevers en in tuinen.

## Media

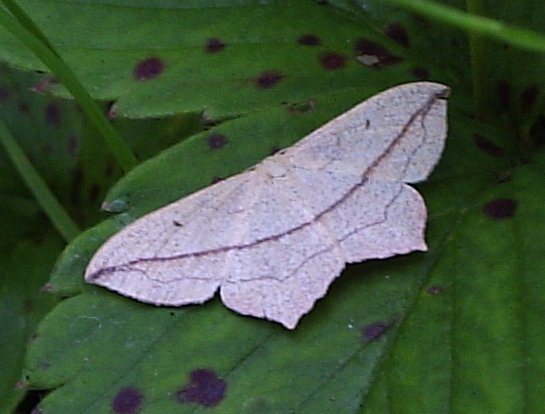
Timandra griseata
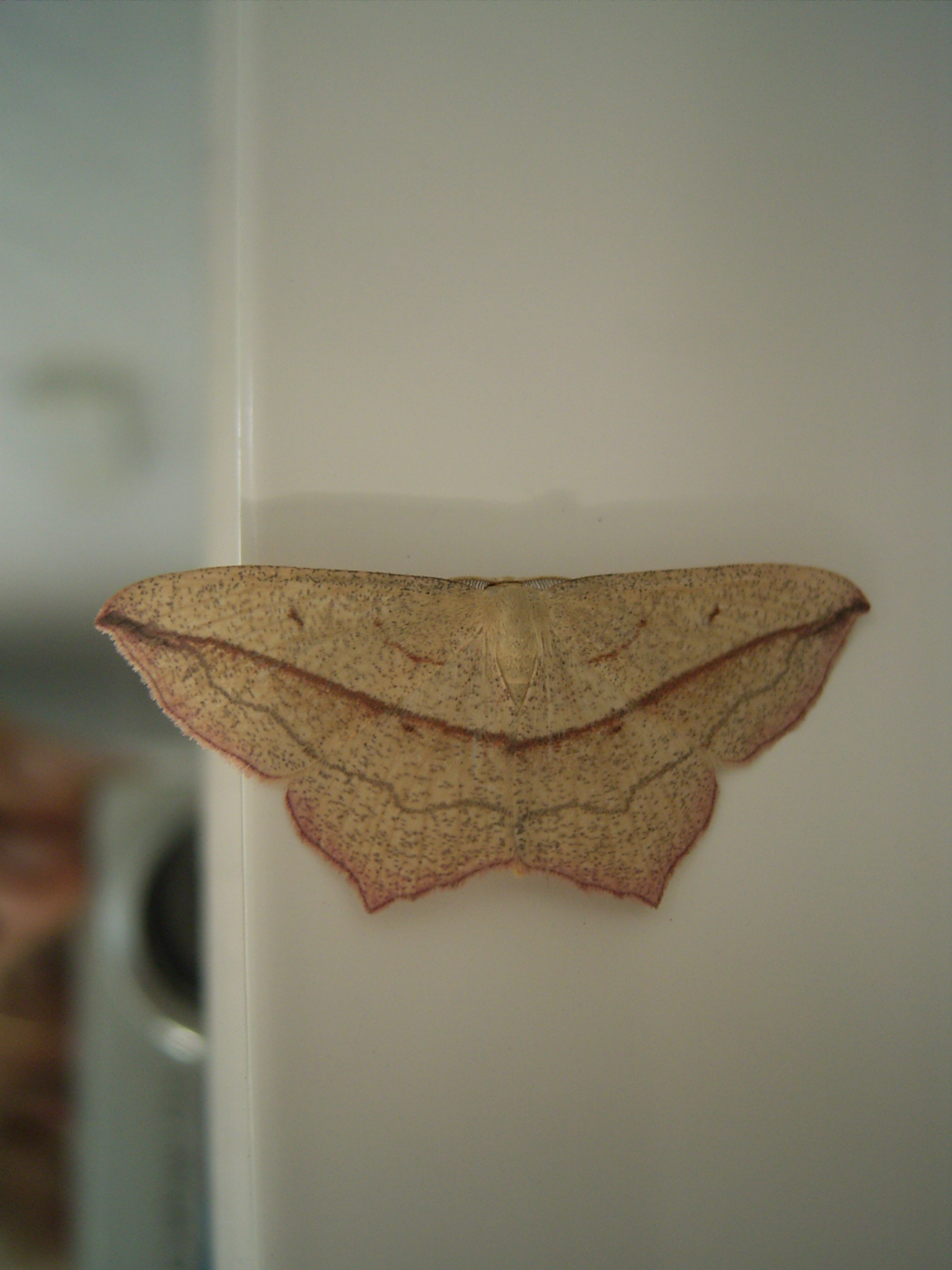
Timandra comae